# Stefan Siekierski
Stefan Siekierski (ur. 3 grudnia 1924 w Żyrardowie, zm. 5 sierpnia 1976 tamże) – polski działacz komunistyczny związany z Żyrardowem, dyrektor lokalnych Zakładów Lniarskich i Spirytusowych, przewodniczący Prezydium Miejskiej Rady Narodowej w Żyrardowie, poseł na Sejm PRL II i III kadencji. 

## Życiorys
Syn Juliana. W czasie II wojny światowej pobierał naukę w szkole włókienniczej przy Zakładach Lniarskich w Żyrardowie oraz w szkole mechanicznej przy Zakładach Lilpop, Rau i Loewenstein w Warszawie. Był żołnierzem Armii Krajowej. W okresie 1944–1945 przebywał na robotach przymusowych w Niemczech. 
W 1945 wrócił do kraju i podjął pracę w cukrowni w Pastuchowie oraz wstąpił do Polskiej Partii Socjalistycznej. W 1947 rozpoczął pracę w Zakładach Lniarskich w Żyrardowie. Po ukończeniu szkoły włókienniczej w Łodzi został kierownikiem przędzalni lnu w Żyrardowie. Od 1956 pełnił funkcję I sekretarza Komitetu Zakładowego Polskiej Zjednoczonej Partii Robotniczej Zakładów Lniarskich. W 1957 uzyskał mandat posła na Sejm PRL z okręgu Pruszków, a w 1961 reelekcję z tego samego okręgu. W obu kadencjach zasiadał w Komisji Budownictwa i Gospodarki Komunalnej, zaś w okresie 1961–1965 również w Komisji Spraw Zagranicznych. Po odejściu z Sejmu był dyrektorem naczelnym Zakładów Lniarskich i Spirytusowych w Żyrardowie (1966–1969).
Od 1958 do 1961 sprawował funkcję przewodniczącego prezydium Miejskiej Rady Narodowej w Żyrardowie. Pełnił wysokie funkcje partyjne, był m.in. I sekretarzem Komitetu Miejskiego PZPR w Żyrardowie (1963–1966), następnie zaś sekretarzem ekonomicznym w Komitecie Powiatowym PZPR w Grodzisku Mazowieckim (1969–1976). 
Odznaczony Srebrnym (1956) i Złotym Krzyżem Zasługi, Krzyżem Kawalerskim Orderu Odrodzenia Polski, a także Medalem 10-lecia Polski Ludowej (1955) i Medalem 30-lecia Polski Ludowej oraz Srebrnym Odznaczeniem im. Janka Krasickiego. 
Zmarł w 1976 na zawał serca, został pochowany na cmentarzu parafialnym w Żyrardowie.